# Kerstin Rosenberg
Kerstin Rosenberg (* 1967 in Frankfurt am Main) ist eine deutsche Autorin, die sich mit der indischen Heilkunde Ayurveda beschäftigt.

## Biographie
Während ihrer Jugend kam Kerstin Rosenberg mit Yoga und Ayurveda im Ursprungsland Indien in Kontakt. Sie lernte die sogenannte „Ayurveda-Heilkunde“ unter S.N. Gupta MD (Ayu) am J.S. Ayurveda College, Nadiad, und vertiefte ihre Kenntnisse im Bereich Ayurveda-Diätetik und Phytotherapie mit einem Aufbaustudium unter Leitung von Tanuja Nesari am Tilak Ayurveda Collage, Pune.
1993 gründete sie gemeinsam mit ihrem Mann Mark Rosenberg ein Zentrum für Yoga und Ayurveda unter dem Namen „Europäische Akademie für Ayurveda“ in Birstein in der Nähe von Frankfurt am Main, in dem sie seit 1996 als Dozentin tätig ist und Kurse für ayurvedische Ernährung, Therapie und Psychologie gibt. In dem angeschlossenen Kurzentrum betreut sie außerdem seit 1992 Patienten im Rahmen von Gesundheits- und Ernährungsberatungen.
Rosenberg engagiert sich außerdem im Vorstand des Verbands europäischer Ayurveda-Medizin und -Therapeuten e.V. (VEAT) und tritt als Rednerin auf Kongressen und Konferenzen zum Thema Ayurveda auf.
Rosenbergs Fachgebiete sind ayurvedische Ernährung (Ahara) und ayurvedische Therapie und Pflanzenheilkunde (Dravyaguna). Zu diesen Themen hat sie dreizehn Bücher veröffentlicht. Zudem sind Artikel in Zeitschriften zu den Themen Naturheilkunde, Yoga und Lifestyle erschienen.
Rosenberg ist dreifache Mutter.

## Wasser-Einkochen
In der Zeitschrift Bild der Frau veröffentlichte Rosenberg im Oktober 2017 den Ratschlag, man solle Wasser „einkochen“, da dieser Prozess die Wassermoleküle neu ordne, ihren Molekularverbund verdichte und die angeblich immunstärkenden Eigenschaften intensiviere. Dieses den Naturgesetzen widersprechende Rezept ging in den sozialen Netzen daraufhin viral.
In einem am 16. Oktober 2017 in ihrem Ayurveda-Blog veröffentlichten Beitrag erklärte sie dagegen, dass das Abkochen von Wasser insbesondere im historischen Indien vor allem hygienische Gründe habe. Auf die in Bild der Frau behaupteten Wirkungszusammenhänge ging sie nicht ein.

## Werke
- Mit Ayurveda gegen Stress: Kochen, Yoga und Anwendungen zur Entschleunigung. Königsfurt-Urania, Krummwisch 2018, ISBN 978-3-86826-171-4.
- Ayurveda & Detox: Reinigende Kuren für freie Tage und das Wochenende. Königsfurt-Urania, Krummwisch 2018, ISBN 978-3-86826-169-1.
- Kerstin Rosenberg, Tanuja Nesari: Ayurveda heilt: Ernährung als Medizin. Südwest Verlag, München 2015, ISBN 978-3-517-09299-7.
- Ayurveda mit heimischen Pflanzen: Rezepte & Anwendungen für Gesundheit und Energie. BLV Buchverlag, München 2015, ISBN 978-3-8354-1384-9.
- Ayurveda kompakt: Heilkunst und Rezepte für Körper und Seele. Südwest Verlag, München 2014, ISBN 978-3-517-08955-3.
- Hans Heinrich Rhyner, Kerstin Rosenberg: Das große Ayurveda-Ernährungsbuch: Gesund leben und genussvoll essen. 7. Auflage. Königsfurt-Urania, Krummwisch 2013, ISBN 978-3-908652-16-8.
- Mein Ayurveda-Wohlfühlprogramm: Typgerecht abnehmen, gesund und glücklich leben. Südwest Verlag, München 2013, ISBN 978-3-517-08831-0.
- Die Ayurveda-Ernährung: Heilkunst und Lebensenergie mit wohltuenden Rezepten zur Gesundheitsstärkung. Südwest Verlag, München 2011, ISBN 978-3-517-08696-5.
- Kalpana Bandecar, Kerstin Rosenberg: Ayurveda für Kinder: Vorsorge. Heilkunde. Ernährung. AT Verlag, Baden und München 2007, ISBN 978-3-03800-334-2.
- Ayurveda – Heilkunde und Küche. 2. Auflage. Schirner Verlag, Darmstadt 2007, ISBN 978-3-89767-521-6.
- Shive Narain Gupta, Elmar Stapelfedt, Kerstin Rosenberg: Ayurveda Manualtherapie und Ausleitungsverfahren. Haug Verlag, Stuttgart 2006, ISBN 3-8304-7212-9.
- Das große Ayurveda-Buch. Gräfe und Unzer, München 2004, ISBN 3-7742-6286-1.
- Das Ayurveda-Ernährungsbuch. Erd Verlag, München 2002, ISBN 3-8138-0315-5.
- Gesund, schön und sinnlich. Das Ayurveda-Praxisbuch für Frauen. Bauer Verlag, Freiburg 2000, ISBN 3-7626-0748-6.
- Ayurveda – kurz und praktisch. Bauer Verlag, Freiburg 1997, ISBN 3-7626-1111-4.
- Ritucarya : mit Ayurveda durch das Jahr. Krummwisch bei Kiel, Königsfurt-Urania, 2019, ISBN 978-3-86826-181-3.